# Västtyskland i olympiska sommarspelen 1976
Västtyskland deltog i de olympiska sommarspelen 1976 med en trupp bestående av 290 deltagare, 233 män och 57 kvinnor, vilka deltog i 163 tävlingar i tjugo sporter. Landet slutade på fjärde plats i medaljligan, med tio guldmedaljer och 39 medaljer totalt.

## Medaljer
| Medalj | Namn                                                                           | Sport     | Gren                            |
| ------ | ------------------------------------------------------------------------------ | --------- | ------------------------------- |
| 1      | Gregor Braun                                                                   | Cykling   | Herrarnas förföljelse           |
| 1      | Peter Vonhof Gregor Braun Hans Lutz Günther Schumacher                         | Cykling   | Herrarnas lagförföljelse        |
| 1      | Annegret Richter                                                               | Friidrott | Damernas 100 meter              |
| 1      | Alexander Pusch                                                                | Fäktning  | Herrarnas värja, individuellt   |
| 1      | Matthias Behr Thomas Bach Harald Hein Klaus Reichert Erik Sens-Gorius          | Fäktning  | Herrarnas florett, lag          |
| 1      | Harry Boldt Gabriela Grillo Reiner Klimke                                      | Ridsport  | Lagtävlingen i dressyr          |
| 1      | Alwin Schockemöhle                                                             | Ridsport  | Individuell hoppning            |
| 1      | Eckart Diesch Jörg Diesch                                                      | Segling   | Flygande holländare             |
| 1      | Frank Hübner Harro Bode                                                        | Segling   | 470                             |
| 1      | Karlheinz Smieszek                                                             | Skytte    | 50 meter gevär, liggande        |
| 2      | Annegret Richter                                                               | Friidrott | Damernas 200 meter              |
| 2      | Elvira Possekel Inge Helten Annegret Richter Annegret Kroniger                 | Friidrott | Damernas 4 x 100 meter stafett  |
| 2      | Marion Becker                                                                  | Friidrott | Damernas spjutkastning          |
| 2      | Guido Kratschmer                                                               | Friidrott | Herrarnas tiokamp               |
| 2      | Hans-Jürgen Hehn                                                               | Fäktning  | Herrarnas värja, individuellt   |
| 2      | Alexander Pusch Hans-Jürgen Hehn Reinhold Behr Volker Fischer Hanns Jana       | Fäktning  | Herrarnas värja, lag            |
| 2      | Günther Neureuther                                                             | Judo      | Herrarnas tungvikt              |
| 2      | Harry Boldt                                                                    | Ridsport  | Individuell dressyr             |
| 2      | Karl Schultz Herbert Blöcker Otto Ammermann Helmut Rethemeier                  | Ridsport  | Lagtävlingen i fälttävlan       |
| 2      | Alwin Schockemöhle Paul Schockemöhle Sönke Sönksen Hans Günter Winkler         | Ridsport  | Lagtävlingen i hoppning         |
| 2      | Peter-Michael Kolbe                                                            | Rodd      | Herrarnas singelsculler         |
| 2      | Ulrich Lind                                                                    | Skytte    | 50 meter gevär, liggande        |
| 3      | Reinhard Skricek                                                               | Boxning   | Weltervikt                      |
| 3      | Adolf Seger                                                                    | Brottning | Mellanvikt, fristil             |
| 3      | Heinz-Helmut Wehling                                                           | Brottning | Lättvikt, grekisk-romersk stil  |
| 3      | Inge Helten                                                                    | Friidrott | Damernas 100 meter              |
| 3      | Paul-Heinz Wellmann                                                            | Friidrott | Herrarnas 1 500 meter           |
| 3      | Klaus-Peter Hildenbrand                                                        | Friidrott | Herrarnas 5 000 meter           |
| 3      | Franz-Peter Hofmeister Lothar Krieg Harald Schmid Bernd Herrmann               | Friidrott | Herrarnas 4 x 400 meter stafett |
| 3      | Eberhard Gienger                                                               | Gymnastik | Herrarnas räck                  |
| 3      | Reiner Klimke                                                                  | Ridsport  | Individuell dressyr             |
| 3      | Karl Schultz                                                                   | Ridsport  | Individuell fälttävlan          |
| 3      | Edith Eckbauer Thea Einöder                                                    | Rodd      | Damernas tvåa utan styrman      |
| 3      | Thomas Strauß Peter van Roye                                                   | Rodd      | Herrarnas tvåa utan styrman     |
| 3      | Hans-Johann Färber Ralph Kubail Siegfried Fricke Peter Niehusen Hartmut Wenzel | Rodd      | Herrarnas fyra med styrman      |
| 3      | Jörg Schmall Jörg Spengler                                                     | Segling   | Tornado                         |
| 3      | Peter Nocke                                                                    | Simning   | Herrarnas 100 m frisim          |
| 3      | Klaus Steinbach Michael Kraus Walter Kusch Peter Nocke                         | Simning   | Herrarnas 4 x 100 m medley      |
| 3      | Werner Seibold                                                                 | Skytte    | 50 meter gevär, tre positioner  |

## Boxning
Flugvikt
- Joachim Schür
  1. Första omgången — Bye
  2. Andra omgången — Förlorade mot Jong Jo-Ung (PRK), RSC-2

## Bågskytte
Damernas individuella tävling
- Maria Urban – 2376 poäng (→ 8:e plats)

Herrarnas individuella tävling
- Willi Gabriel – 2435 poäng (→ 6:e plats)
- Rudolf Schiff – 2326 poäng (→ 27:e plats)

## Cykling
Herrarnas linjelopp
- Klaus-Peter Thaler — 4:47:23 (→ 9:e plats)
- Wilfried Trott — 4:49:01 (→ 19:e plats)
- Hans-Peter Jakst — 4:49:01 (→ 37:e plats)
- Peter Weibel — 4:45:49 (→ 46:e plats)

Herrarnas lagtempo
- Hans-Peter Jakst
- Olaf Paltian
- Friedrich von Löffelholz
- Peter Weibel

Herrarnas sprint
- Dieter Berkmann — 4:e plats

Herrarnas tempolopp
- Hans Michalsky — 1:07,878 (→ 6:e plats)

Herrarnas förföljelse
- Gregor Braun —  Guld

Herrarnas lagförföljelse
- Gregor Braun
- Hans Lutz
- Günther Schumacher
- Peter Vonhof

## Friidrott
Herrarnas 800 meter
- Willi Wulbeck
  - Heat — 1:48,47
  - Semifinal — 1:47,18
  - Final — 1:45,26 (→ 4:e plats)

- Thomas Wessinghage
  - Heat — 1:46,56
  - Semifinal — 1:48,18 (→ gick inte vidare)

Herrarnas 4 x 100 meter stafett
- Klaus Ehl, Klaus-Dieter Bieler, Dieter Steinmann och Reinhard Borchert
  - Heat — 39,63
  - Semifinal — 39,58 (→ gick inte vidare)

Herrarnas 4 x 400 meter stafett
- Franz-Peter Hofmeister, Lothar Krieg, Harald Schmid och Bernd Herrmann
  - Heat — 3:03,24
  - Final — 3:01,98 (→  Brons)

Herrarnas 400 meter häck
- Harald Schmid
  - Heats — 50,57s
  - Semifinal — DSQ (→ gick inte vidare)

Herrarnas maraton
- Günther Mielke — 2:35:44 (→ 54:e plats)

Herrarnas längdhopp
- Hans Baumgartner
  - Kval — 7,81m (→ gick inte vidare)
  - Final — 7,84m (→ 8:e plats)

- Hans-Jürgen Berger
  - Kval — 7,70m (→ gick inte vidare)

Herrarnas höjdhopp
- Walter Boller
  - Kval — 2,13m (→ gick inte vidare)

- Wolfgang Killing
  - Kval — 2,05m (→ gick inte vidare)

Herrarnas diskuskastning
- Hein-Direck Neu
  - Kval — 61,88m
  - Final — 60,46m (→ 12:e plats)

Herrarnas 20 km gång
- Gerhard Weidner — 1:32:56 (→ 18:e plats)
- Bernd Kannenberg — fullföljde inte (→ ingen placering)

Damernas kulstötning
- Eva Wilms
  - Final — 19,29 m (→ 7:e plats)

## Fäktning
Herrarnas florett
- Harald Hein
- Matthias Behr
- Klaus Reichert

Herrarnas lagtävling i florett
- Thomas Bach, Harald Hein, Klaus Reichert, Matthias Behr, Erk Sens-Gorius

Herrarnas värja
- Alexander Pusch
- Hans-Jürgen Hehn
- Reinhold Behr

Herrarnas lagtävling i värja
- Hans-Jürgen Hehn, Volker Fischer, Alexander Pusch, Reinhold Behr, Hanns Jana

Herrarnas sabel
- Tycho Weißgerber

Damernas florett
- Cornelia Hanisch
- Brigitte Oertel
- Ute Kircheis-Wessel

Damernas lagtävling i florett
- Karin Rutz-Gießelmann, Cornelia Hanisch, Ute Kircheis-Wessel, Brigitte Oertel, Jutta Höhne

## Handboll
Herrar
| Nr | Lag           | S | V | O | F | GM  | IM  | MS  | P  |
| -- | ------------- | - | - | - | - | --- | --- | --- | -- |
| 1  | Sovjetunionen | 5 | 4 | 0 | 1 | 111 | 77  | +34 | 12 |
| 2  | Västtyskland  | 5 | 4 | 0 | 1 | 97  | 76  | +21 | 12 |
| 3  | Jugoslavien   | 5 | 4 | 0 | 1 | 110 | 93  | +17 | 12 |
| 4  | Danmark       | 5 | 2 | 0 | 3 | 92  | 102 | −10 | 6  |
| 5  | Japan         | 5 | 1 | 0 | 4 | 96  | 111 | −15 | 3  |
| 6  | Kanada        | 5 | 0 | 0 | 5 | 75  | 122 | −47 | 0  |

| Hemma \ Borta | Sovjetunionen | Västtyskland | Socialistiska federativa republiken Jugoslavien | Danmark | Japan | Turkiet |
| Sovjetunionen | —             | 18-16        | 18-20                                           | 24-16   | 26-16 | 25-9    |
| Västtyskland  | 16-18         | —            | 18-17                                           | 18-14   | 19-16 | 26-11   |
| Jugoslavien   | 20-18         | 17-18        | —                                               | 25-17   | 26-22 | 22-18   |
| Danmark       | 16-24         | 14-18        | 16-24                                           | —       | 21-17 | 24-18   |
| Japan         | 16-26         | 16-19        | 22-26                                           | 14-21   | —     | 25-19   |
| Kanada        | 9-25          | 11-26        | 18-22                                           | 18-24   | 19-25 | —       |

## Landhockey
Herrar
| Nr | Lag          | S | V | O | F | GM | IM | MS  | P |
| -- | ------------ | - | - | - | - | -- | -- | --- | - |
| 1  | Pakistan     | 4 | 3 | 1 | 0 | 16 | 6  | +10 | 7 |
| 2  | Nya Zeeland  | 4 | 1 | 2 | 1 | 6  | 8  | −2  | 4 |
| 3  | Spanien      | 4 | 1 | 2 | 1 | 9  | 7  | +2  | 4 |
| 4  | Västtyskland | 4 | 1 | 1 | 2 | 10 | 10 | 0   | 3 |
| 5  | Belgien      | 4 | 1 | 0 | 3 | 5  | 15 | −10 | 2 |

## Modern femkamp
Individuellt
- Walter Esser
- Gerhard Werner
- Wolfgang Köpcke

Lagtävling
- Walter Esser
- Gerhard Werner
- Wolfgang Köpcke